# ダナ・レットケ
ダナ・レットケ（Dana Rettke、1999年1月21日 - ）は、アメリカ合衆国の女子バレーボール選手。アメリカ合衆国代表。

## 来歴

### クラブチーム
イリノイ州リバーサイド出身。学生時代はバレーボールのほかにバスケットボール、水泳、サッカー、陸上を行っていた。2017年、リバーサイドブルックフィールド高校を卒業。同年、ウィスコンシン大学マディソン校へ進学。NCAA女子バレーボール選手権では優勝1回、準優勝1回を経験し、2度ベストミドルブロッカー賞を受賞し2021年大会ではMVPに選ばれた。卒業後はイタリアセリエA1のモンツァへ入団しプロとしてのキャリアをスタートさせる。2021/22、2022/23シーズンのセリエAリーグでは2年連続で準優勝を果たした。2024年5月、トルコのエジザージュバシュとの契約が発表された。

### 代表チーム
2019年、アメリカ代表に初選出され、同年のネーションズリーグでデビュー、金メダルを獲得した。東京オリンピック大陸間予選に出場した。2022年、ネーションズリーグで5位となった。2023年9月、パリ五輪予選に出場し、パリ五輪の出場権獲得を果たした。

## 球歴
- オリンピック - 2024年
- ネーションズリーグ - 2019年、2022年、2023年

## 受賞歴
- 2019年　NCAA女子バレーボール選手権 ベストミドルブロッカー賞
- 2021年　NCAA女子バレーボール選手権 MVP、ベストミドルブロッカー賞

## 所属クラブ
- ウィスコンシン大学マディソン校（2017-2021年）
- ユニオーネ・スポルティーヴァ・プロヴィクトリア・パッラヴォーロ・モンツァ（2022-2024年）
- エジザージュバシュ（2024年-）